# アロハマンダラーズ
アロハマンダラーズは落語芸術協会会員によって構成されたハワイアンバンド。

## 概要
元々は落語芸術協会会員のクラブ活動として行われていたが、2000年に定席興行である新宿末廣亭8月中席の昼の部の大喜利として演奏が披露された。この大喜利には生前の春風亭柳昇がゲストとして参加し、柳昇の伝手を頼って呼んだフラダンサーも華を添えての舞台が評判となり、以後は寄席の夏興行として定着した。
協会のイベント等で演奏することが多く、2018年からは毎年7月中席の浅草演芸ホールに場所を移し、昼の部の大喜利となった。メンバーの演奏だけではなく、日替わりゲストとして登場する協会員の歌や、華やかなフラダンサーの登場などで、場内は華やかな空気に包まれる。
メンバーのうち、初代リーダーの三笑亭可楽は高齢のため、体調を考慮しての隔日での出演（近年は出演していない状況）であり、 サブリーダーであった生前の春風亭小柳枝は2016年4月に脳梗塞で倒れて以降、本公演については体調次第で車椅子で出演していた。また、生前の三遊亭右紋は協会内のもうひとつの音楽グループである「にゅうおいらんず」がメインで、こちらではサポートに徹していた。春風亭柳橋は当初はアロハマンダラーズのみの参加であったが、右紋没後の2014年「にゅうおいらんず」にも加入している。アロハマンダラーズ興行の主任は2022年の時点で柳橋が務める。

## メンバー
- 九代目三笑亭可楽 - 落語家（フルート・三線・ボーカル、初代リーダー）
- 八代目春風亭柳橋 - 落語家（アコースティックギター、二代目リーダー）
- 新山真理 - 漫談家（ウクレレ・ボーカル、司会進行役）
- 神田紫 - 講談師（ウクレレ・ボーカル）
- 春風亭傳枝 - 落語家（ベース・スチールギター）
- 桂夏丸 - 落語家（ドラム、パーカッション・ボーカル）
- 笑福亭希光 - 落語家（ベース）
- 昔昔亭昇 -  落語家（ギター）、正式加入は二ツ目昇進後の2021年から。前座時代はサポートメンバーとして、柳橋の不在時などに演奏に加わっていた。

### 元メンバー
- 三遊亭右紋 - 落語家（リードギター、サポート・指導役）、2014年1月23日死去
- 五代目三遊亭圓雀 - 落語家（バンジョー）、2016年1月4日死去
- 三笑亭夢太朗 - 落語家（スチールギター）
- 九代目春風亭小柳枝 - 落語家（ウクレレ・パーカッション・ボーカル、サブリーダー）- 2024年1月31日死去